# 仁钦扎木苏
仁钦扎木苏（1926年—），也作仁钦札木苏，男，蒙古族，吉林郭尔罗斯前旗人，中华人民共和国政治人物，曾任吉林省人大常委会副主任，第二、三届全国人大代表。